# Croton verreauxii
Pour Croton verreauxii var. storckii, Müll.Arg., 1865, voir Croton microtiglium.
Espèce
Croton verreauxii est une espèce de plantes à fleurs du genre Croton et de la famille des Euphorbiaceae, présente dans le sud de Sulawesi et dans l'est de l'Australie, dans une zone s'étendant du sud-est du Queensland (27° S) à l'est de la Nouvelle-Galles du Sud (34° S).
Elle a pour synonymes :
- Croton verreauxii var. genuinus, Müll.Arg., 1865
- Croton verreauxii var. longifolius, Müll.Arg., 1865
- Oxydectes verreauxii, (Baill.) Kuntze